# Si-č’-men (stanice metra v Pekingu)

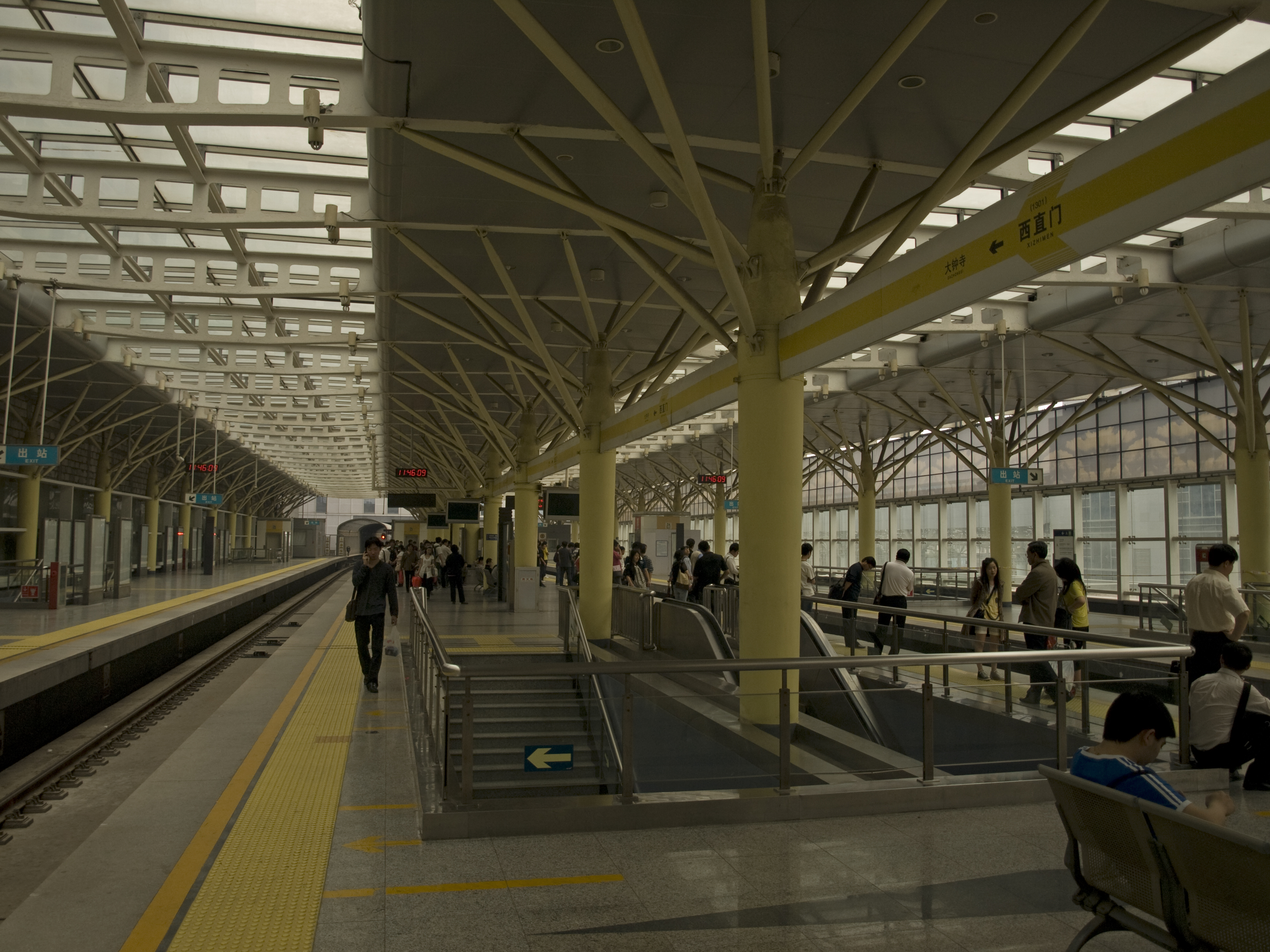
Oboustranné nástupiště na lince 13

Stanice Si-č’-men (čínsky v českém přepisu Si-č’-men čan, pchin-jinem Xīzhímén Zhàn, znaky zjednodušené 西直门站, tradiční 西直門站) je stanice pekingského metra. Nachází se v obvodě Si-čcheng, u severozápadního rohu historického centra ohraničeného druhým městským okruhem a v sousedství pekingského severního nádraží. Vede přes ni okružní linka 2 jezdící zhruba kolem centra vymezeného obvody Si-čcheng a Tung-čcheng a linka 4 vedoucí z Chaj-tienu přes Si-čcheng do Feng-tchaje a dále zde začíná linka 13, která odsud vede na sever přes Chaj-tien do Čchang-pchingu a pak se obloukem vrací přes Čchao-jang k městskému centru, kde je ukončena na stanici Tung-č’-men (opět společné s linkou 2) v obvodě Tung-čcheng.
Nástupiště linek 2 a 4 jsou ostrovní, na lince 13 je nástupiště ostrovní i vnější, přičemž cestující vždy vystupují levými dveřmi a pravými dveřmi nastupují.